# Sainte-Christie-d’Armagnac
Sainte-Christie-d’Armagnac (gaskognisch Senta Crestia d’Armanhac) ist eine französische Gemeinde mit 379 Einwohnern (Stand: 1. Januar 2022) im Département Gers in der Region Okzitanien (vor 2016 Midi-Pyrénées). Sie gehört zum Kanton Grand-Bas-Armagnac im Arrondissement Condom. Die Einwohner werden Sainte-Christois genannt.

## Lage
Sainte-Christie-d’Armagnac liegt etwa 25 Kilometer nordöstlich von Aire-sur-l’Adour. Die Douze bildet die nordöstliche Gemeindegrenze. Umgeben wird Sainte-Christie-d’Armagnac von den Nachbargemeinden Bourrouillan im Norden, Manciet im Nordosten und Osten, Cravencères im Südosten, Loubédat im Süden, Nogaro im Süden und Südwesten, Caupenne-d’Armagnac im Westen sowie Salles-d’Armagnac im Nordwesten.

## Bevölkerungsentwicklung
| Jahr                       | 1962 | 1968 | 1975 | 1982 | 1990 | 1999 | 2006 | 2011 | 2020 |
| Einwohner                  | 504  | 453  | 402  | 365  | 360  | 338  | 349  | 380  | 374  |
| Quellen: Cassini und INSEE |      |      |      |      |      |      |      |      |      |

## Sehenswürdigkeiten
- frühgeschichtlicher Tumulus
- Kirche Saint-Jacques
- Burgruine
- Ruine einer Windmühle

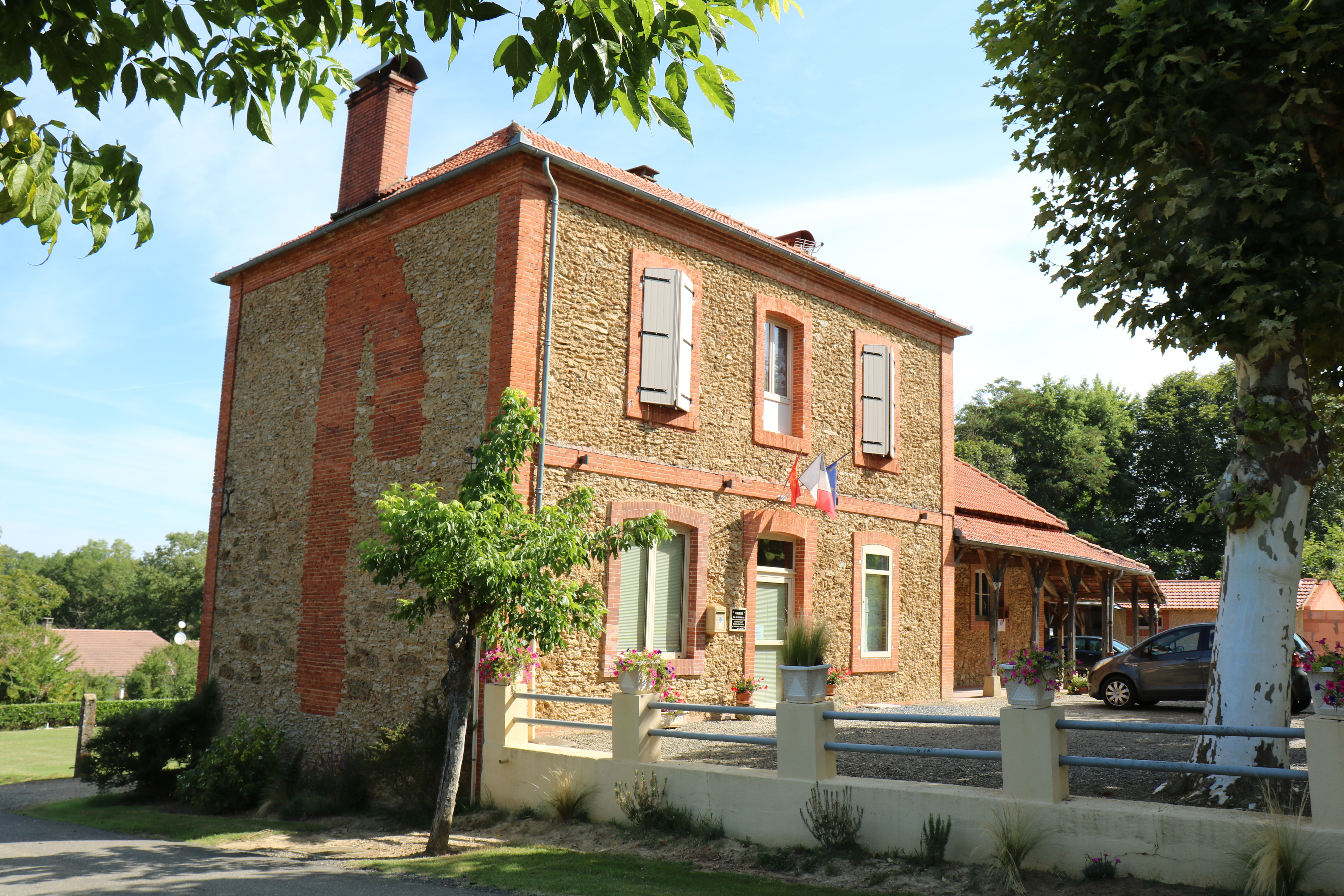
Rathaus (Mairie) von Sainte-Christie-d’Armagnac
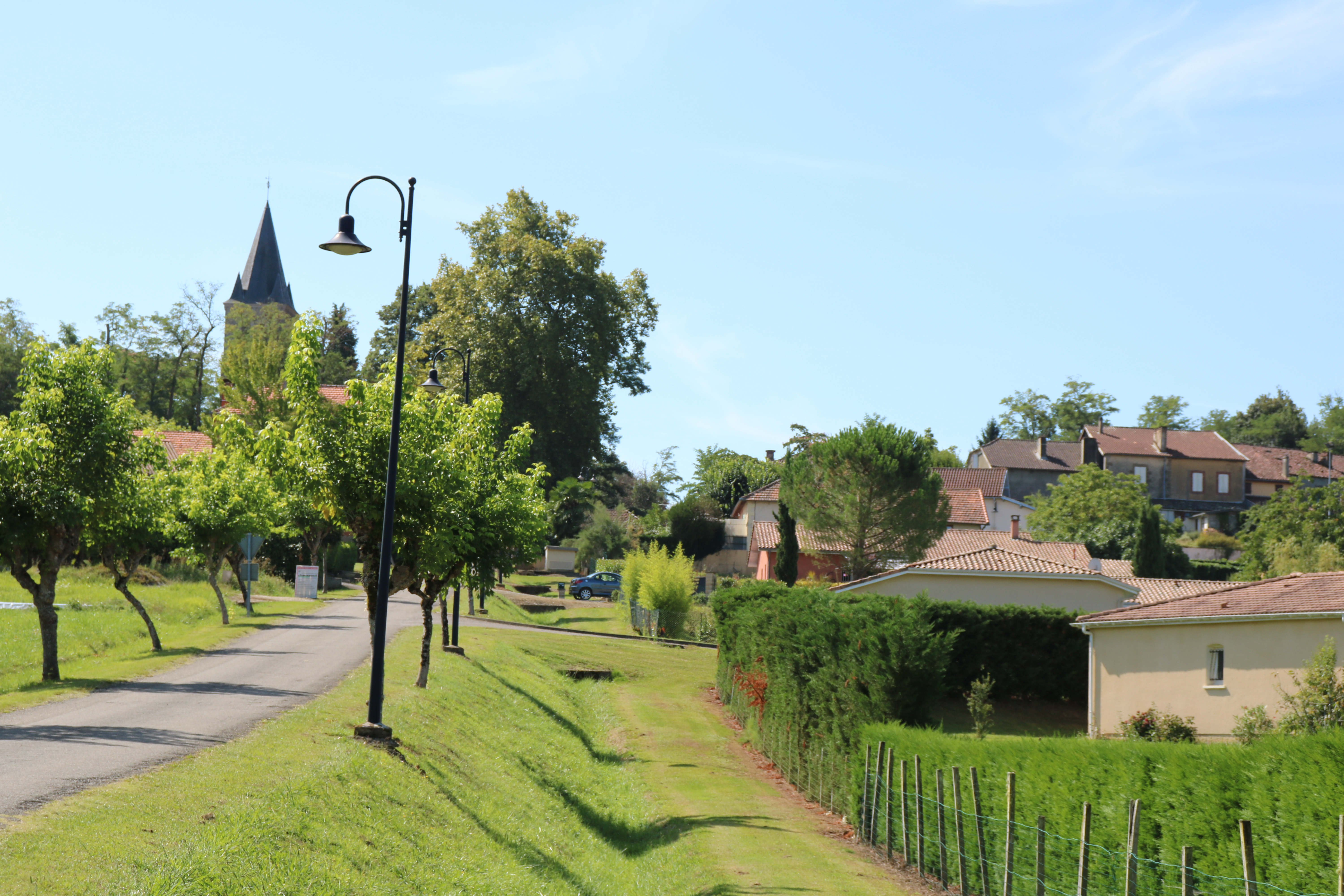
Nördlicher Ortseingang mit der Kirche Saint-Jacques